# Possible Cube
Possible Cube è l'album di debutto della band jazz Chicago Underground Trio, pubblicato dalla Delmark il 30 marzo 1999.

## Tracce
1. Othello – 9:01
2. Shaw Town – 3:26
3. O Balanco – 1:12
4. Nude Anthem – 3:56
5. The Enormous Room – 4:22
6. Pisces – 3:24
7. Into Another You – 14:04
8. Pássaros – 0:45
9. O Sino – 1:16
10. Lmno – 2:14
11. Munir E Salete – 1:52
12. Teletransportation Unit 3 – 4:55
13. Future Ancestors – 5:19
14. Energia – 1:45
15. Arthur Na Igreja – 0:36
16. Leonardo – 0:31
17. La Jetée – 5:20

## Formazione
- Noel Kupersmith - basso, contrabbasso
- Rob Mazurek - cornetta, sintetizzatori, Moog
- Chad Taylor - batteria